# گاستون بویه
گاستون بویه (فرانسوی: Gaston Bullier‎) دوچرخه‌سوار اهل فرانسه است. وی در بازی‌های المپیک تابستانی ۱۹۰۰ شرکت کرده است.